# Marina Kiehl
Marina Kiehl (n. 12 ianuarie 1965, München, RFG) este o schioare alpină ce a reprezentat Germania, medaliată olimpică. A participat la 2 ediții ale Jocurilor Olimpice (1984, 1988) în care a câștigat o medalie de aur.